# Carl Delius (Unternehmer)

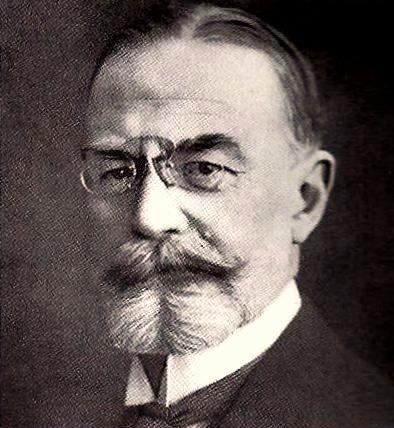
Carl Delius

Carl Delius der Jüngere (* 21. Juli 1846 in Imgenbroich; † 26. August 1914 in Freiburg im Breisgau) war ein deutscher Unternehmer in der Textilindustrie und Politiker.

## Leben

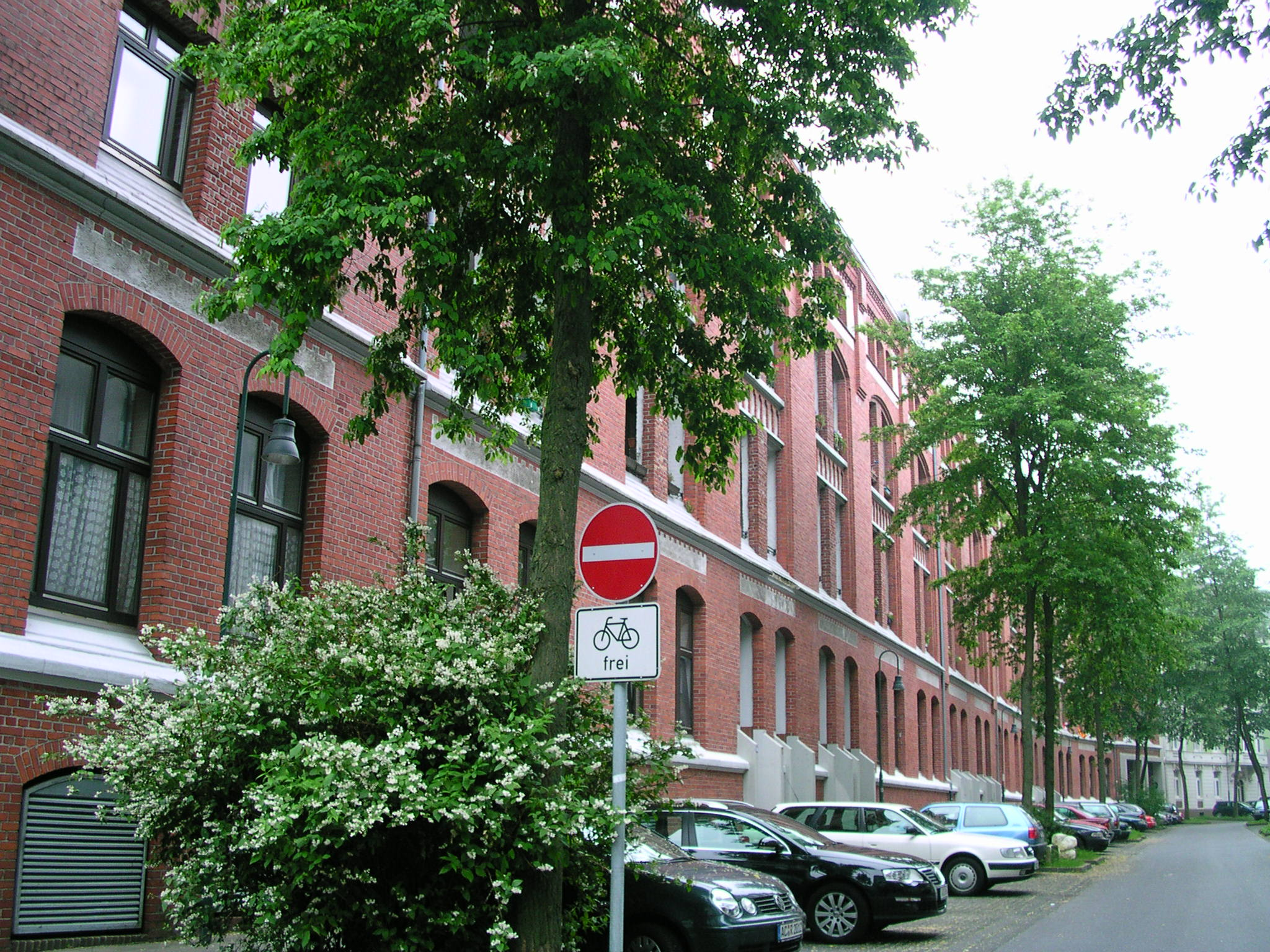
Ehemalige Delius-Fabrik in Aachen, 2006

Delius war der Sohn des gleichnamigen Tuchfabrikanten Carl Delius, Gründer der Tuchfabrik C. Delius in Aachen. Er wurde Teilhaber der väterlichen Tuchfabrik und 1906 Gesellschafter der neu gegründeten Kammgarnwerke AG in Eupen. Von 1896 bis zu seinem Tod war er Präsident der Handelskammer zu Aachen. Durch Einheirat in die Eisenindustriellen-Familie Hoesch wurde er stellvertretender Aufsichtsratsvorsitzender des gleichnamigen Familienunternehmens Hoesch AG. Durch viele Ämter und Aktivitäten war er eine Führungsperson des Aachener Wirtschaftslebens.
Delius war Stadtverordneter, Mitglied des Rheinischen Provinziallandtags und von 1909 bis zu seinem Tod Mitglied des preußischen Herrenhauses.
Delius trug den Ehrentitel eines Geheimen Kommerzienrats und erhielt 1907 die Ehrendoktorwürde der Technischen Hochschule Aachen (als Dr.-Ing. E. h., später auch als Dr. phil. h. c.) Von 1901 bis 1914 war er Vorstandsvorsitzender des Evangelischen Krankenhausvereins zu Aachen, des Trägers des Aachener Luisenhospitals.
Am 28. Januar 1872 wurde er Mitglied Nr. 552 im Club Aachener Casino. 1913/1914 war er Senator der Kaiser-Wilhelm-Gesellschaft. 
Delius beauftragte im Jahr 1888 den renommierten Aachener Architekten Georg Frentzen mit dem Entwurf für ein „freiliegendes Wohnhaus“. Nach einer Bauzeit von über zwei Jahren konnte die „Villa Delius“ an der Friedlandstraße, deren Baukosten sich auf etwa 350.000 Mark beliefen, im Mai 1891 von der Familie bezogen werden.

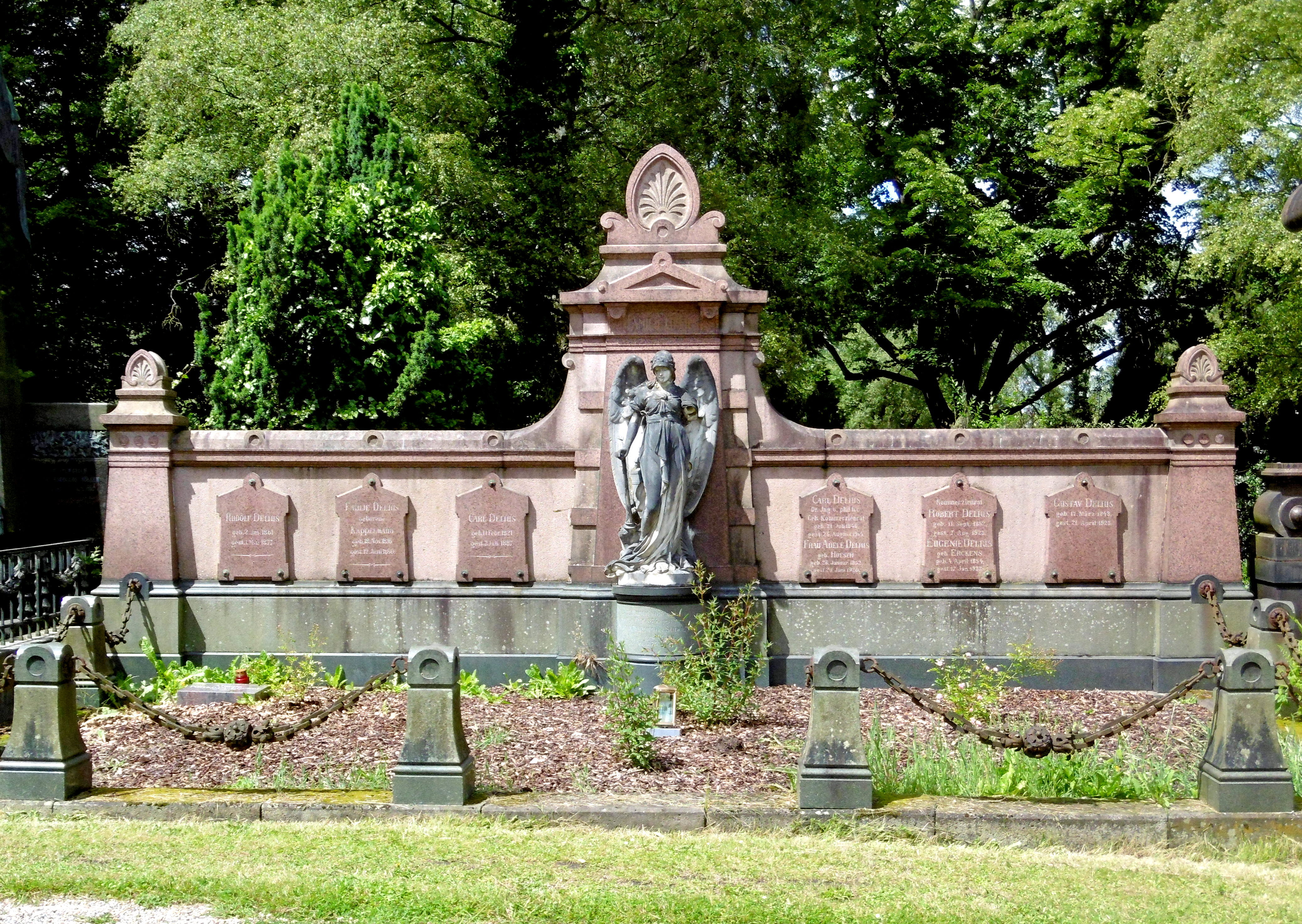
Grabstätte Fam. Delius

Delius heiratete 8. Juli 1878 in Düren Adele Hoesch (1853–1920), Tochter des Geheimen Kommerzienrats Leopold Hoesch (1820–1899, Eisenindustrieller in Düren) und dessen Ehefrau und Cousine Maria Sybilla Hoesch (1823–1872), Tochter von Leopolds Onkel Eberhard Hoesch. Carl Delius fand seine letzte Ruhestätte auf dem Westfriedhof I in Aachen.